# Bérault Stuart d'Aubigny

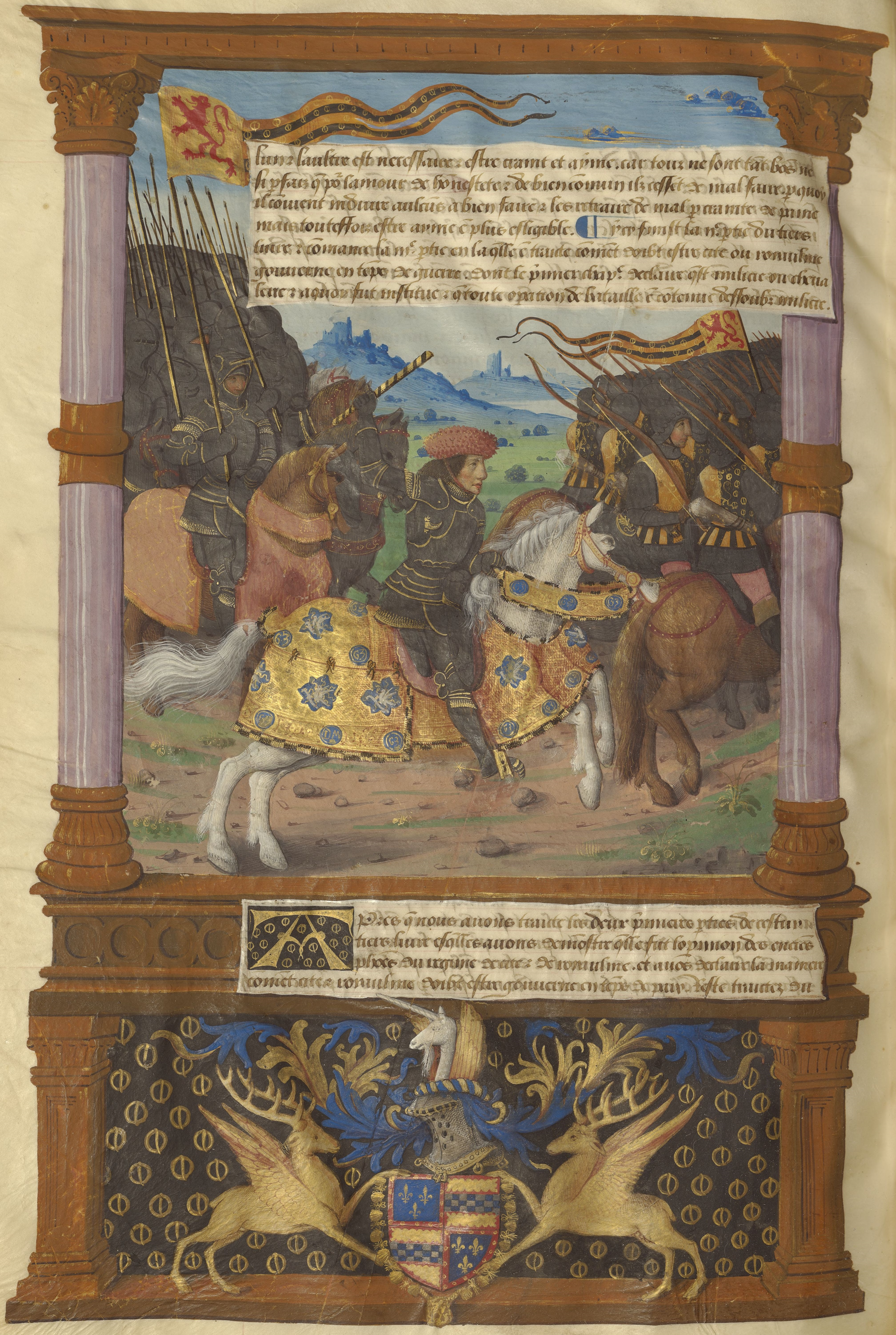
Bérault d'Aubigny à cheval. Enluminure issue du manuscrit Du Gouvernement des princes, Bibliothèque Nationale de France, Paris.

Bérault Stuart d'Aubigny (vers 1447/1452 – 15 juin 1508 à Corstorphine en Écosse) est le 4e seigneur d'Aubigny, 3e seigneur de Beaumont-le-Roger, puis 1er comte de Beaumont-le-Roger (le 4 août 1495), seigneur de Saint-Quentin, du Crotet, de Saint-Sylvain-des-Averdines, de Maclou, de Berrué et de la Verrerie. Il est le fils de Béatrix d'Apcher et de John Stuart, 3e seigneur d'Aubigny, lui-même fils de John Stuart de Darnley, 1er seigneur d'Aubigny.

## Carrière militaire
D'illustre lignée, Bérault entre dans la garde écossaise dont il devient le capitaine en 1493 puis devient garde du comte du Perche.
Par la suite il exercera les fonctions de capitaine du château de Vincennes, capitaine et gouverneur du château et de la ville de Melun, capitaine et gouverneur de la ville de Vire, gouverneur du Berry, de 1487 à 1489, conseiller et chambellan du roi, capitaine d'Harfleur et Montivilliers, capitaine des archers écossais, capitaine de 100 lances écossaises, chevalier de l'ordre du Roi (1493). 
Il entre au service de Ferdinand II d'Aragon en 1492 lors de la reconquête de Grenade.

### Première campagne d'Italie
Il est créé lieutenant général du roi à Naples en mars 1494 puis gouverneur de Calabre et connétable de Naples. Il participe à la bataille de Terranova en 1495, et à la première bataille de Seminara. Grand sénéchal du royaume de Naples en août 1496, il négocie la reddition de Gaëte en novembre 1496. Il rentre en France en 1497.

### Seconde campagne d'Italie
Il est créé lieutenant général du roi au duché de Milan et comté de Pavie, commandant l'armée de 15 000 hommes envoyée en Italie en juin 1499 qui prendra Annona.
Nommé gouverneur de Val Telina en octobre 1499 puis gouverneur de Milan, il participe à la prise de Rome en juin 1501, au siège de Capoue en juillet 1501, à la victoire de Tripalda en juin 1502, aux siège et capitulation de Canosa, à la seconde bataille de Terranova, au sièges de Gérace et Rocetta en décembre 1502, à la bataille de Montleone en février 1503 et à la troisième bataille de Seminara en avril : l'armée française est défaite et perd la Calabre. Bérault lui-même est fait prisonnier en mai 1503.
Son expérience militaire lui permit d'écrire un Traité sur l'art de la guerre.

## Carrière politique
En période de paix, Bérault exécuta plusieurs ambassades pour le compte du roi de France : ambassadeur en Angleterre et Écosse (entre 1484 et 1508) et ambassadeur en Italie (entre 1491 et 1494). Bérault accompagne Louis XII à Gênes et à Naples en 1507. Il meurt au cours de sa dernière ambassade.

## Union et descendance
- Bérault se marie vers 1484 avec Anne de Maulmont, dame héritière de Beaumont-le-Roger, dont il aura :
Anne Stuart d'Aubigny (morte après le 24 décembre 1516),
mariée le 2 février 1504 à son cousin, compagnon d'armes de son père et de Bayard, Robert Stuart d'Aubigny, dit « le maréchal d'Aubigny », 5e seigneur d'Aubigny, 1er comte de Beaumont-le-Roger, sans postérité.

## Sources
- Ressource relative à la littérature :   - Archives de littérature du Moyen Âge
- Notice dans un dictionnaire ou une encyclopédie généraliste :   - Oxford Dictionary of National Biography
- Notices d'autorité :   - VIAF
  - ISNI
  - IdRef
  - LCCN
  - GND
  - Israël
  - NUKAT
- Bérault Stuart d'Aubigny sur roglo.eu
- Coombs, B. Identity and Agency in the Patronage of Bérault Stuart d’Aubigny: the Political Self-Fashioning of a Franco-Scottish Soldier and Diplomat. The Mediaeval Journal, 7:1 (2017)